# Стоянов, Иван (футболист, 1949)
Иван Георгиев Стоянов (болг. Иван Георгиев Стoянoв), по прозвищу Типеца (болг. Типеца; 20 января 1949, София, Народная Республика Болгария — 10 декабря 2017, София, Болгария) — болгарский футболист; универсальный полузащитник. В 1967—1968 году играл за болгарский клуб «Спартак» в Софии. В 1968—1977 году играл в составе болгарского клуба «Левски». В 1977—1979 годах выступал за болгарский клуб «Бдин» в Видине. В 1972—1979 годах выступал за сборную Болгарии по футболу. Заслуженный мастер спорта Болгарии.

## Клубная карьера
Клубную карьеру Иван Стоянов начал в сезоне 1967—1968 года в составе клуба «Спартак» в Софии, сыграв в 35 матчах и забив 1 гол. В том же сезоне завоевал свой первый Кубок Болгарии по футболу. С 1969 по 1978 год выступал за столичный клуб «Левски», сыграв в 154 матчах и забив 3 гола. В составе клуба трижды побеждал в Чемпионате Болгарии по футболу (1970, 1974 и 1977) и четырежды завоёвывал Кубок Болгарии по футболу (1970, 1971, 1976 и 1977). В 1977—1979 годах выступал в составе клуба «Бдин» в Видине.
Играл с позиции универсального полузащитника. Своё прозвище футболист производил от фракийского слова, означавшего низкорослую траву. Стиль игры Типецы высоко оценил его нидерландский коллега Йохан Кройф. Наблюдая по телевизору за матчем «Левски» — «Динамо» (Берлин), он воскликнул: «Игрок под номером шесть из болгарской команды [Иван Стоянов] великолепен! Он покрывает огромный периметр в центре поля».
Занял третье место в опросе «Футболист года в Болгарии» за 1973 год. Завершил спортивную карьеру в 1979 году со званием заслуженного мастера спорта. Служил в структурах МВД. Руководил баром, частыми посетителями которого были известные игроки клуба «Левски». Друзья особо отмечали его стойкий характер и чувство юмора. Скончался из-за травм, полученных во время аварии.

## Международная карьера
С 1972 по 1979 год играл в составе сборной Болгарии, став четвертьфиналистом Кубка обладателей кубков УЕФА в 1970 и 1977 годах, а также Кубка УЕФА 1976 года. Всего на его счету 19 матчей, сыгранных за национальную сборную.

## Достижения
«Спартак (София)»
- Кубок Болгарии (1): 1967/68[англ.].

«Левски»
- Кубок Болгарии (4): 1969/70[англ.], 1970/71[англ.], 1975/76[англ.], 1976/77[англ.].
- Чемпион Болгарии (3): 1969/70, 1973/74, 1976/77.